# Topografische Dienst

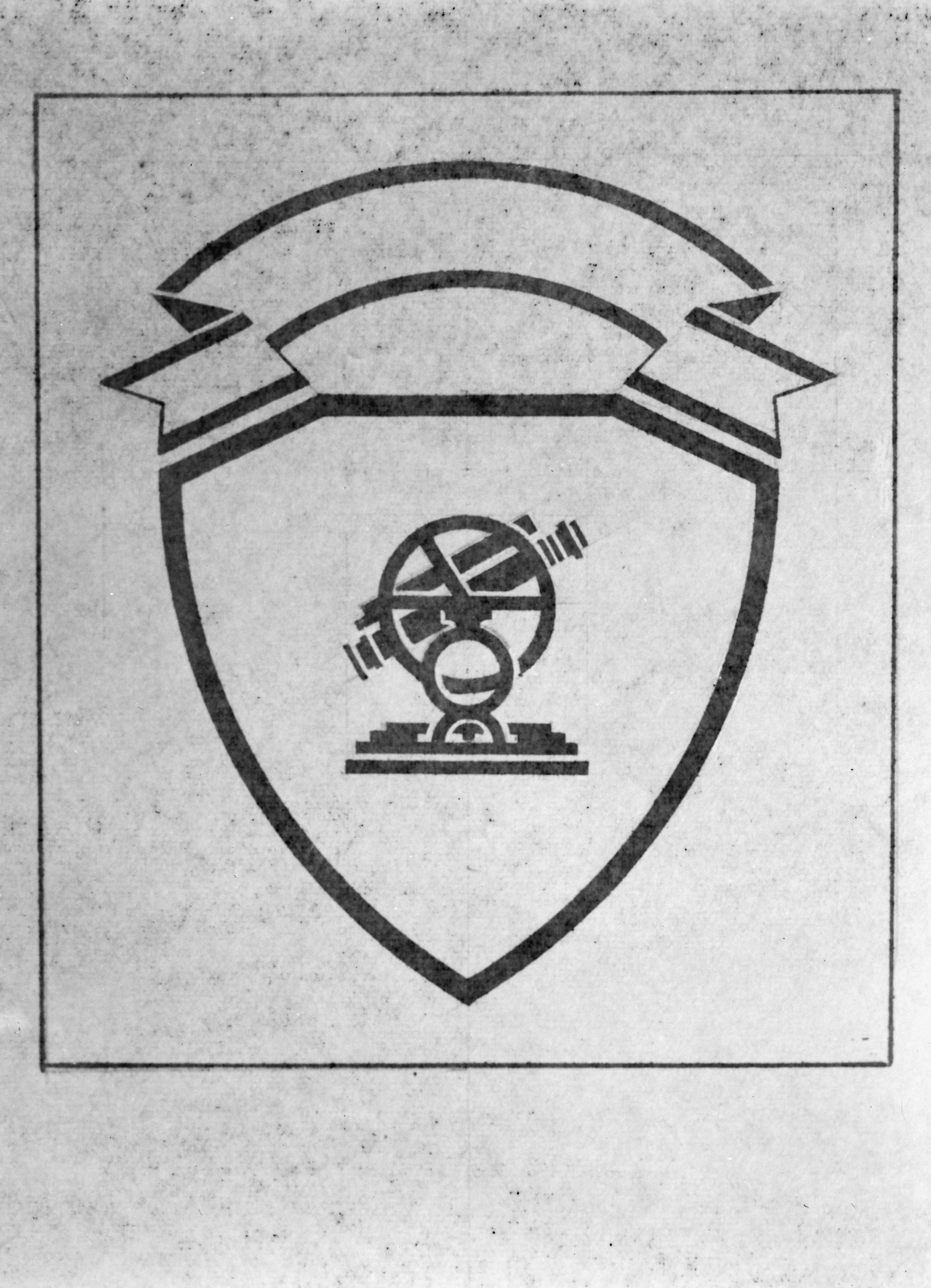
Embleem Topografische Dienst

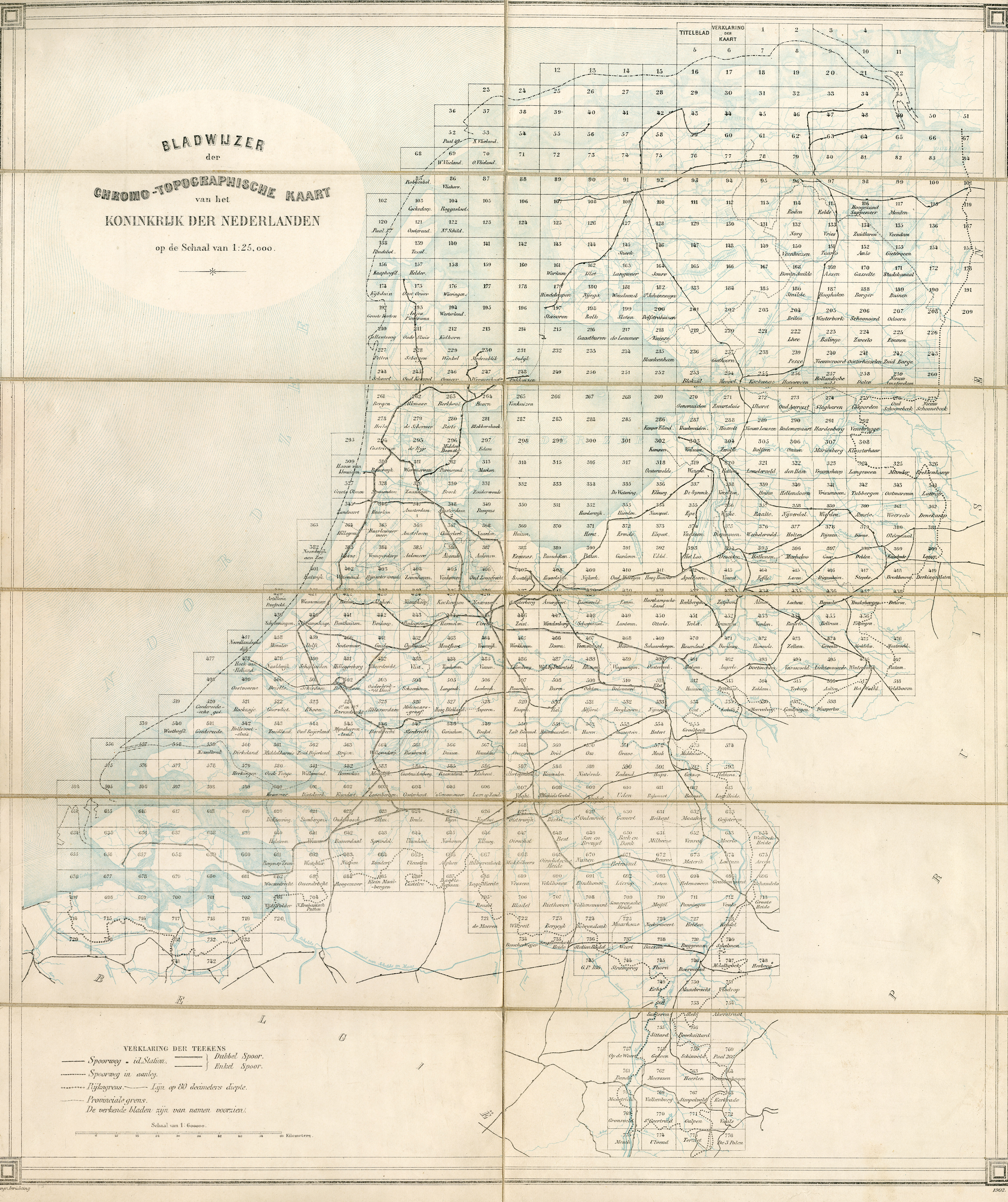
Bonnebladen bladindeling uit 1902

De Topografische Dienst was een  Nederlandse overheidsorganisatie voor topografische kaartinformatie van het Nederlandse grondgebied, onderdeel van de Koninklijke Landmacht. De dienst is in januari 2004 opgegaan in het Kadaster.

## Geschiedenis

Officieren van de Topografische Dienst in Nederlands-Indië in 1910

In 1815 werd aan de Dienst Militaire Verkenningen opdracht gegeven voor het maken van een landsdekkende militaire kaart, bekend als de Krayenhoffkaart. 
In 1932 ontstond de Topografische Dienst uit een samenvoeging van de Dienst Militaire Verkenningen met de steendrukkerij van de 'Topografische Inrigting'. Rond 1836 begon men met het drukken van de topografische kaart op een schaal van 1:50.000, gevolgd in 1865 door de topografische kaart op een schaal van 1:25.000. Een heuvel was vermeldenswaardig als het een verhoging in het landschap van meer dan 0,75 m omdat het dan een militaire importantie had, een soldaat kon hierachter dekking vinden. 
In 1951 werd begonnen met het in productie nemen van de topografische kaart op een schaal van 1:10.000. 
Van oudsher waren verschillende ministeries bezig met cartografie; defensie, Rijkswaterstaat en bestuurlijke diensten, tot uiteindelijk de Topografische Dienst (tot 2004 onderdeel van het Ministerie van Defensie) verantwoordelijk werd voor alle rijkskartering.

## Huisvesting
De topografische dienst was gevestigd aan de Prinsessegracht in Den Haag. Tijdens de Tweede Wereldoorlog vond een gedwongen verhuizing plaats naar Utrecht. Na de oorlog werd de dienst gehuisvest in Delft. In het kader van de spreiding van rijksdiensten werd in 1974 besloten de Topografische Dienst gefaseerd te verplaatsen van Delft naar Emmen. In september 1982 werd, in afwachting van gereedkomen van de nieuwbouw, een tijdelijke dependance opengesteld. Het gebouw van de Topografische Dienst, ontworpen door architect Jan Dirk Peereboom Voller, werd in 1984 opgeleverd en betrokken. Op 20 juni 1985 werd het gebouw officieel geopend door mr. Pieter van Vollenhoven.

### Gebouw in Zwolle
Op 15 november 2007 werd bekend dat de Topografische Dienst in januari 2010 naar Zwolle verhuist en onder de naam Geo-informatie verder zal gaan. Met ingang van januari 2010 is Kadaster Geo-informatie geheel ondergebracht in Zwolle.

### Gebouw in Emmen
Het gebouw aan het Bendienplein in Emmen heeft vanaf januari 2010 jarenlang leeggestaan. In 2016 is men begonnen met renovatie- en onderhoudswerkzaamheden. Medio 2017 is het in gebruik genomen als regiokantoor van de Belastingdienst en in 2019 als depot van het Nationaal Archief.

### Gebouw in Batavia

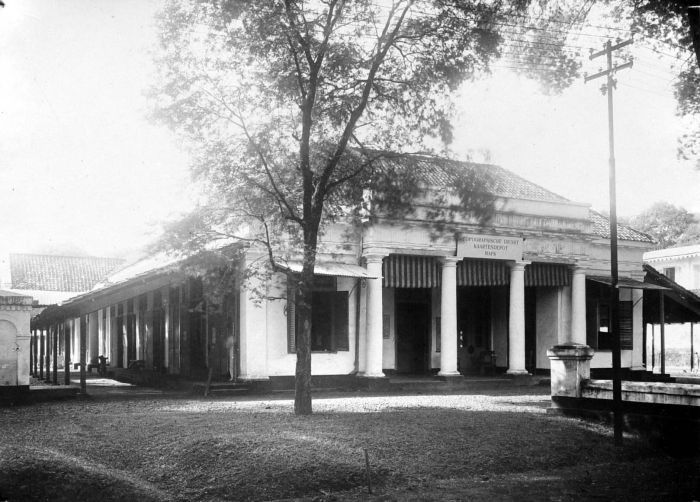
Het kaartenmagazijn van de Topografische Dienst te Weltevreden

Het hoofdkantoor van de Topografische Dienst van Nederlands-Indië stond in Weltevreden. In 1924 werd een nieuw gebouw geopend.

## Collectie
De kaartencollectie is van de voormalige dienst is in 2009 voor de helft ondergebracht bij het Nationaal Archief. In 2011 zijn de overige kaarten verdeeld over de verschillende universiteitsbibliotheken.